# Presidio de San Diego
Le Presidio royal de San Diego (en espagnol : El Reál Presidio de San Diego) fut établi le 14 mai 1769 par le commandant Pedro Fages sous l'autorité du roi d'Espagne en tant que fort, à San Diego, en Californie. Le presidio disposait d'un panorama sur toute la baie de San Diego et sur l'océan, ce qui permettait aux Espagnols de pouvoir repérer très tôt les éventuels intrus.

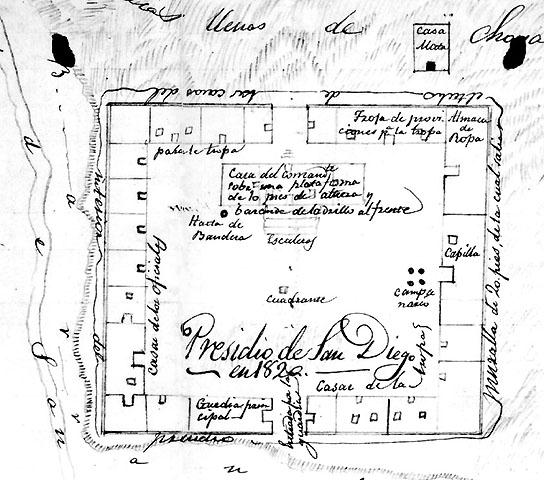
Carte de 1820 du presidio.

Ce presidio a été la première installation permanente européenne sur la côte Pacifique et servait de base d'opérations pour la colonisation espagnole de la Californie, réussie à travers le développement des missions, presidios et pueblos. Le presidio était aussi la base de l'exploration de l'intérieur des terres de la Californie et resta le siège du pouvoir militaire de la région durant la période de domination mexicaine. L’indépendance du Mexique en 1821 porte un premier coup aux presidios. Il fut abandonné en 1835, après la sécularisation des missions par le gouvernement mexicain.

### Articles liés
- Histoire de la Californie
- Fernando Rivera y Moncada
- Manuel Dominguez (ranchero)
- Presidio